# ونکووسیکو
ونکووسیکو (به لاتین: Venekuusiku) یک روستا در استونی است که در دهستان واندرا واقع شده‌است.